# Глоденський район
Глоденський район або Ґлодень (рум. Glodeni) — район у західній Молдові. Адміністративний центр — Глодяни.
На захід від району розташований кордон з Румунією. Межує з Ришканським районом на північному заході, півночі та північному сході, муніципієм Бєльці на сході та з Фалештським районом на півдні й південному сході.
Національний склад населення згідно з Переписом населення Молдови 2004 та 2014 років.
| етнічна група     | 2004           | 2004      | 2014           | 2014      |
| етнічна група     | кількість осіб | Частка, % | кількість осіб | Частка, % |
| ----------------- | -------------- | --------- | -------------- | --------- |
| молдовани/румуни  | 46 646         | 76,50     | 40 931         | 79,78     |
| українці          | 11 918         | 19,55     | 8 373          | 16,32     |
| росіяни           | 1 693          | 2,78      | 1 138          | 2,22      |
| цигани            | 303            | 0,50      | 334            | 0,65      |
| поляки            | 174            | 0,29      | ...            | ...       |
| болгари           | 44             | 0,07      | 46             | 0,09      |
| гагаузи           | 32             | 0,05      | 30             | 0,06      |
| євреї             | 8              | 0,01      | ...            | ...       |
| інші / не вказали | 157            | 0,26      | 454            | 0,88      |
| Всього            | 60 975         | 100       | 51 306         | 100       |

Повсякденна мова мешканців району (2014):
|                      | кількість осіб | Частка, % |
| -------------------- | -------------- | --------- |
| молдовська/румунська | 39 195         | 76,39     |
| українська           | 6 349          | 12,37     |
| російська            | 4 976          | 9,70      |
| інші                 | 270            | 0,53      |
| не вказали           | 516            | 1,01      |
| всього               | 51 306         | 100       |